# Eberhard Raetz
Eberhard Raetz (* 9. März 1938 in Karlsruhe) ist ein deutscher Chemiker und Schriftsteller.

## Biografie
Eberhard Raetz studierte Chemie an der Universität Karlsruhe. Er war als Diplom-Chemiker viele Jahre Technischer Direktor bei Nestlé, Vevey, Schweiz; längere Aufenthalte als solcher u. a. in Italien, Spanien und Südamerika. 1997 erschien sein erster Roman auf den Spuren von Kaspar Hauser: "Kaspartheater". 2000 folgte der Aussteiger-Roman "Endlins Flucht". Ende 2006 erschien "Hôtel de la Paix. Ein politischer Mord in Lausanne", ein Roman mit Zeichnungen des Schweizer Illustrators Gilles Emmanuel Fiaux. 
Neben seiner Prosa hat Eberhard Raetz 2003 (2. Auflage 2003) das Reise-Lese-Buch "Genfer See und die Romandie. Eine Reise durch die Westschweiz" veröffentlicht; außerdem Texte in Anthologien, u. a. in der Literaturzeitschrift "allmende" (Literarische Gesellschaft / Scheffelbund Karlsruhe, Hg.) und im "Harras" (Edition SignaThur, Dozwill, Schweiz).
Eberhard Raetz lebt und arbeitet als Schriftsteller in Vevey (Kanton Waadt, Schweiz).

## Veröffentlichungen
- 1997 "Kaspartheater. Eine Reise von Karlsruhe ins Frankenland" (Info Verlag, Karlsruhe, Edition Moritz von Schwind)
- 2000 "Endlins Flucht" (Info Verlag, Karlsruhe, Edition Moritz von Schwind)
- 2003 "Genfer See und die Romandie. Eine Reise durch die Westschweiz" (Info Verlag, Karlsruhe)
- 2006 "Hôtel de la Paix. Ein politischer Mord in Lausanne" (Info Verlag, Karlsruhe, Lindemanns Bibliothek)